# Erwin Thijs
Erwin Thijs, nacido el 6 de agosto de 1970 en Ansbach, es un antiguo ciclista belga ya retirado. Debutó en 1993 con el equipo Collstrop.

## Palmarés
| 1992 - Circuito Franco-Belga 1993 - Hel van het Mergelland 1996 - Bruselas-Ingooigem 1997 - 1 etapa del Circuito Montañés 1998 - Flecha de las Ardenas 2000 - Tour de Limburgo - 1 etapa del Dekra Open Stuttgart - 2 etapas de la Ster der Beloften | 2002 - 1 etapa del Tour de Valonia - Stadsprijs Geraardsbergen 2003 - Flèche Hesbignonne 2005 - 1 etapa de la Ster Elektrotoer 2006 - Colliers Classic - Flèche Hesbignonne - 1 etapa de la Carrera de la Paz |